# 亞利桑那響尾蛇
亞利桑那響尾蛇（英語：Arizona Diamondbacks）是一支在亚利桑那州凤凰城的美國職棒大聯盟球隊，隸屬國家聯盟西區。1998年透過大聯盟擴編而創立，並於2001年的世界大賽以4-3擊敗紐約洋基，成為史上最快拿到世界大賽冠軍的擴編球隊。
創立：1998年國家聯盟扩編新成员。
主場：大通體育場（1998年至今）

## 历史

### 成立

亞利桑那響尾蛇的舊帽徽

在1940年至1990年間，鳳凰城從全美第99大城市躍居到第9大，這也讓創立職業球隊的想法不斷醞釀。而亞利桑那州的棒球風氣大致要起源自1946年，仰賴這裡春天的溫暖氣候，亞利桑那州開始成為大聯盟各球隊頻繁且重要的春訓基地，同時大量的北美東部人及加州人移居至該地，並帶來了棒球運動，他們在這之前多半都是小熊隊或道奇隊的支持者。1995年3月9日，亞利桑那州被大聯盟允許創隊擴編，當時的球隊老闆Jerry Colangelo以1.3億美元入主，並在當地報紙「亞利桑那共和」上舉辦新球隊的命名比賽。最後球團決定採用這個名字，就是盛產在亞利桑那州沙漠的西部菱背響尾蛇（Western Diamondbacks Rattlesnake）。

### 1998年－2000年
1998年3月31日，響尾蛇開始其在大聯盟的第1場比賽，對手為科羅拉多落磯，這場比賽總共有50,179名的觀眾，門票在1月10日即售完，比賽最後是由落磯以9：2獲勝。Andy Benes為這場比賽的先發投手，Travis Lee是第1位擊出安打並跑回本壘得分的選手，球隊的第一個球季戰績為65勝97負。在響尾蛇成立初期的5年內，即有3次獲得國聯西區冠軍（1999年、2001年及2002年），並且在2001年球隊創立的第4年，即拿下隊史的第1個世界大賽冠軍。1998年季末以4年5240萬美金合約簽下前美聯賽揚獎、太空人隊的藍迪·強森，這個合約在接下來幾年證明對球隊相當成功，藍迪·強森在接下來的六年裡有3次帶領響尾蛇挺進季後賽、奪下一次世界大賽冠軍、1999-2002年四年間賽揚獎四連霸、五次三振王(1999－2002與2004)、三次防禦率王(1999、2001、2002)，為響尾蛇隊投出103勝(生涯總共替響尾蛇投出118勝)。1999年，響尾蛇透過交易從海盜隊得到內外野皆能防守的Tony Womack，他該季跑出聯盟第一的72次盜壘，並有.277打擊率，另外還從教士得到外野手Steve Finley，他來到響尾蛇的第一年就擊出34發全壘打。再從老虎隊得到外野手Luis Gonzalez，他以單季206支安打奪得該年的安打王。響尾蛇創隊的第二個球季就獲得100勝，並拿下國聯西區冠軍，但是在1999年國家聯盟分區賽以1勝3敗被紐約大都會給淘汰。2000年球季中，為了補強先發輪值，以Travis Lee、Vicente Padilla、Omar Daal、Nelson Figueroa等人為代價，向費城人隊換來柯特·席林。響尾蛇本季雖然有85勝77負的戰績，但和前1年比較起來卻相對令人失望，老闆Jerry Colangelo因此解雇總教練Buck Showalter，並聘Bob Brenly為新的總教練。

### 2001年：史上最快奪得世界冠軍
球季開打前響尾蛇在自由球員市場上簽下了Reggie Sanders和馬克·葛蕾斯（Mark Grace），Reggie Sanders在該季擊出33發全壘打，並跑出14次盜壘，而馬克·葛蕾斯擁有.298的打擊率以及15發全壘打的貢獻。表現最佳的是外野手Luis Gonzalez，整季擊出57發全壘打，打擊率高達.325，且貢獻142分打點，他也在季後獲得國聯外野手銀棒獎。投手藍迪·強森投出21勝，防禦率2.49是國聯最佳，249局內他投出驚人的372次三振，創下史上最高的每局三振數紀錄，得到該年的賽揚獎，另外他還在5月8日面對紅人隊的比賽時投出單場20次三振；柯特·席林投出22勝及負擔256.2局也是國聯最多，並送出293次三振，防禦率僅2.98。
在兩位巨投藍迪·強森和柯特·席林的帶領下，這年響尾蛇以92勝70負獲得國聯西區冠軍並進入季後賽。在國家聯盟分區賽第五戰靠著Tony Womack擊出再見安打幫助響尾蛇隊以3勝2敗淘汰紅雀隊。
在國家聯盟冠軍賽的對手為亞特蘭大勇士。其中第一戰藍迪·強森僅靠兩分的支援就拿下完封勝，最終響尾蛇以4勝1敗的成績淘汰勇士，拿下隊史第1個國聯冠軍，並首次進入世界大賽，對手為想獲得四連霸的紐約洋基。雙方前幾戰打的難分難解，戰線延長到第七戰，響尾蛇在第七場比賽的9局下，還一度以1：2落後，洋基派出在世界大賽從未失手的馬里安諾·李維拉關門，馬克·葛蕾斯率先擊出該局的第一支安打，這也正式開啟球隊反攻的號角。隨後Tony Womack打出右外野平飛安打追平比分，Luis Gonzalez於滿壘情況下再從李維拉手中擊出再見安打，順利獲得隊史第一個世界大賽冠軍。藍迪·強森和柯特·席林因為替響尾蛇隊拿下在世界大賽的所有勝利，所以一起共同獲得世界大賽最有價值球員獎。這個系列賽，贏球的球隊都是主場球隊。
整個2001年，強森和席林在例行賽分別是國聯勝投、防禦率、和三振這三項數據的前兩名，兩人不僅在賽揚獎名列前二，還差點包下賽揚獎所有前二名的選票（有一個記者給了席林第三名），兩人全年例行賽合計出賽69場，響尾蛇是51勝18敗，而響尾蛇在其他場次的戰績只有41勝52敗。而在季後賽，強森投了41.1局失7分，戰績是5勝1敗，成為史上第一個在同一年的季後賽拿下五勝的投手；而席林48.1局失6分，拿下4勝0敗，是史上在同一年季後賽投了最長局數而沒有敗投的人。憑著全年從例行賽到季後賽始終如一的出色表現，再加上最後高潮迭起的奪冠歷程，兩人一同獲選為2001年的年度最佳體育人物。

### 2002年
響尾蛇隊在這個球季又以98勝64負的戰績拿下西區冠軍，這個成績也是繼1999年後次好的。新人二壘手傑尼爾·史派維（Junior Spivey）在升上大聯盟第二年有好的表現，賽季有.301的打擊率。藍迪·強森在這年拿下他生涯新高的24勝，為21世紀後所有投手最多的（2011年被底特律老虎的贾斯丁·韦兰德追平），並以334次奪三振贏得國聯三振王，從1999年開始，連續四年拿下國家聯盟的賽揚獎與三振王。

### 2003年－2004年
2003年由於藍迪·強森與柯特·席林兩位主力投手都受傷，響尾蛇在這年中止連續兩年打進季後賽，84勝78敗的戰績在分區排名第三。
2004年響尾蛇打出隊史最差的球季，獲得51勝111敗的難看成績，也是該年大聯盟所有球隊裡面戰績最差的。雖然成績不理想，不過藍迪強森在5月18日面對亞特蘭大勇士時投出亞歷桑納響尾蛇隊史的第一場完全比賽。球季進行到一半時，總教練Brenly即被解雇，由Al Pedrique代理總教練，並且將2001年獲得世界大賽最有價值球員獎的席林交易到波士頓紅襪，席林來到紅襪以後，幫助球隊拿下2004年和2007年的世界大賽冠軍。球季結束以後，球隊雇用鮑勃·馬文為總教練。2005年開季前，響尾蛇將強森交易到紐約洋基，換取Brad Halsey、Dioner Navarro和哈維爾·巴斯克斯，Navarro隨後再被交易至洛杉磯道奇換回明星外野手Shawn Green。接著球隊將Shea Hillenbrand送至多倫多藍鳥，再以Casey Fossum和坦帕灣光芒交易來José Cruz, Jr.。

### 2005年
換了新的總教練以後，響尾蛇本季的成績為77勝85敗，勝場數比2004年進步26場，在國聯西區排名只落後聖地牙哥教士，排名分區第2名。這個球季表現出色的球員有查德·崔西（Chad Tracy ），出賽145場打出155支打且有27發全壘打、.308的打擊率，以及湯尼·柯拉克（Tony Clark），出賽130場打出106支安打，有30發全壘打，打擊率為.304。

### 2006年
2006年響尾蛇的戰績為76勝86負，在分區排名第四名。但投手布蘭登·偉伯（Brandon Webb），該季投出16勝，負擔235局，有178次三振，拿下國聯賽揚獎。捕手Johnny Estrada出賽115場打出125支安打，有.302的打擊率，這是目前響尾蛇隊史打擊率最高的捕手。

### 2007年，重返季後賽
2007年響尾蛇戰績終於有重大突破，雖然季前回歸的藍迪·強森出賽幾場後便受傷，但在布蘭登·偉伯投出18勝、救援投手José Valverde 替球隊守下47場比賽之下，成功鞏固響尾蛇的投手實力。主力打者克里斯·楊整季（Chris Young）貢獻32轟、27次盜壘，艾瑞克·拜恩斯（Eric Byrnes）貢獻21轟、50次盜壘，這讓他們成為響尾蛇隊史率先達成20轟20盜的兩位球員，球隊最後以92勝70敗拿下隊史第4座國聯西區冠軍，並重返季後賽。
因外卡是同區的落磯隊，所以首輪不能和同區的球隊交手，國聯分區賽率先碰上國聯中區冠軍的小熊，以直落3橫掃小熊，只是到了國聯冠軍賽碰上也以直落3橫掃費城人的同區隊伍落磯隊，最後以直落4遭橫掃
。
總教練馬文因為帶領響尾蛇重返季後賽，獲得國聯最佳總教練的殊榮。

### 2008年－2010年：重建期
2008年響尾蛇隊透過交易把救援投手José Valverde交易給休士頓太空人換取Chris Burke、Juan Gutierrez和Chad Qualls，再把小聯盟選手卡洛斯·岡薩雷茲等人送到運動家隊，得到投手丹·哈倫（Dan Haren），球季中他為球隊拿下16勝，負擔216局投出206次三振。布蘭登·偉伯該季更上一層樓，拿下22勝，不過賽揚獎被巨人隊的蒂姆·林斯肯拿下。一壘、外野都可守備的工具人康納·傑克森（Conor Jackson）本季出賽144場打出162支安打，有12發全壘打和10次盜壘，打擊率三成；另外還有二壘手奧蘭多·哈德森（Orlando Hudson），出賽雖然只有107場但也有124支安打，打擊率.305；游擊手史提芬·祖魯（Stephen Drew）178支安打全隊最多、有21發的全壘打及.291的打擊率，並在9月1日面對紅雀隊時打出響尾蛇隊史第三次完全打擊幫助球隊獲勝。2005年以610萬美元史上最高簽約金加盟響尾蛇的外野手賈斯汀·厄普頓（Justin Upton）該季獲得更完整的出賽，整季繳出15轟、.250的打擊率的成績。然而，響尾蛇隊即使有如此好的團隊陣容，牛棚戰力卻相當不穩，所以只拿下82勝80負的戰績，因此無法打進當年的季後賽。而藍迪強森也在這年球季結束後離開響尾蛇隊，他在這年戰績11勝10負，防禦率3.91、173次奪三振。總計他在響尾蛇的8年間，投出了118勝62負的成績，在響尾蛇隊史中有著舉足輕重的地位。
2009年響尾蛇的戰績只有70勝92負，而且他們剛開季王牌投手布蘭登·偉伯只出賽一場就受傷，從此他便在大聯盟銷聲匿跡。球團預計可以頂替的頂級新秀馬克斯・薛茲爾（Max Scherzer）表現也不大突出，牛棚投手多達九位防禦率在四以上。該季表現出色的只剩下丹·哈倫，單季223次三振是他生涯新高。獲得完整出賽的捕手米格爾·蒙特羅（Miguel Montero）128場出賽125支安打、16發全壘打，打擊率.294，從此站穩響尾蛇先發捕手位置；三壘手馬克·雷諾茲（Mark Reynolds）貢獻44轟、102分打點及24次盜壘，被響尾蛇寄予厚望的賈斯汀·厄普頓也打出應有的水準，全壘打26發，打點86分，盜壘20次，打擊率3成，兩位選手一起在球隊達成20-20紀錄。
在2010年開季前與洋基、老虎進行三方交易。先用馬克斯・薛茲爾從老虎隊交易來投手艾德溫·傑克森（Edwin Jackson），再和洋基交易到投手伊恩·甘迺迪（Ian Kennedy）。野手方面補強一壘手亞當·拉洛許（Adam LaRoche）與二壘手凱利·約翰遜（Kelly Johnson）。結果這個球季戰績還是不佳，6月1日從老虎隊的DFA撿來唐崔利·威利斯（Dontrelle Willi），但他的貢獻不大且表現糟糕。7月25日球團也把表現退化的丹·哈倫交易給天使隊，換得潛力左投派崔克·寇賓（Patrick Corbin）、Rafael Rodriguez、Joe SaundersEdwin、Tyler Skaggs，而另一外投手艾德溫·傑克森在6月25日面對光芒隊時投出響尾蛇隊史自藍迪強森以來第二場無安打的比賽（藍迪強森的那場也是個完全比賽），但後來他也沒什麼突出的表現，所以在7月30日把他交易到白襪隊，換來丹尼爾·哈德森（Daniel Hudson）與David Holmberg。
2010年球季，令人津津樂道的另一項事情是，8月11日在客場面對釀酒人時，響尾蛇隊的亞當·拉洛許、米格爾·蒙特羅、馬克·雷諾茲以及史提芬·祖魯連續四棒對對手開轟，幫助響尾蛇以8：2贏球，一局內連續四位打者開轟，歷史上只出現8次而已。2010年球季結束後球隊為戰績65勝97負。

### 2011年：國聯西區冠軍
球團再開季前先將三振率太高的馬克·雷諾茲交易到金鶯隊，換取投手大衛·赫南德茲（David Hernandez），再簽下明星終結者J.J.普茲（J.J. Putz）。
季中響尾蛇擁有兩大王牌伊恩·甘迺迪及丹尼爾·哈德森(Daniel Hudson)。分別貢獻21勝、16勝，終結者J.J.普茲整季拿下45次救援成功。打者有賈斯汀·厄普頓（31轟、21盜壘，88分打點，.289打擊率）、中外野手克里斯·楊（20轟、22盜壘，打擊率.236）、萊恩·羅伯茲（Ryan Roberts，19轟、18盜壘，打擊率.249）與蓋爾拉多·佩拉（Gerardo Parra，130支安打、15盜壘，打擊率.292）等好手，季中球隊還用凱利·約翰遜（Kelly Johnson）與藍鳥隊交易來明星二壘手艾倫·希爾（Aaron Hill），他來到響尾蛇後短短33場出賽打擊率就有.315；捕手米格爾·蒙特羅的二壘安打數、打點（36支、86分）是國聯捕手中最多的。為了補強後援投手，將Brandon Allen與Jordan Norberto交易到運動家隊換取布萊德·傑格勒（Brad Ziegler）。
2011年，響尾蛇是國家聯盟最會逆轉勝的球隊。9月23日面對尋求衛冕世界大賽冠軍的巨人隊，在魔術數字只剩1的情況下，在主場以3比1咬殺巨人隊，讓響尾蛇睽違3年後拿下隊史第5座國聯西區冠軍，也是國聯第3支和全大聯盟第5支封王的球隊，最終以94勝68負的戰績結束例行賽球季。國聯分區賽碰上密爾瓦基釀酒人，前四戰釀酒人分別以4:1、9:4獲勝，響尾蛇回到主場分別以8:1、10:6獲勝，只是釀酒人最後在延長10下靠著Nyjer Morgan的再見安打，讓響尾蛇以2:3落敗，系列戰以2勝3敗遭到釀酒人淘汰無緣挺進國聯冠軍賽。

### 2012年－2013年
2012年開季前球團用Ryan Cook、Jarrod Parker與Collin Cowgill等人從運動家隊交易來明星伸卡球投手崔佛·卡希爾及克雷格·布雷斯洛，再和外野重砲傑森·庫貝爾（Jason Kubel）簽下兩年共1500萬美金的合約，並與自由球員日籍後援投手齋藤隆簽下一年合約。季中球隊把打擊率連兩成都不到的游擊手史提芬·祖魯交易給運動家，並在5月27日和陣中捕手米格爾·蒙特羅達成5年6000萬美元的合約。
球季結束後響尾蛇戰績81勝81負，勝率剛好五成，無緣連兩年進入季後賽。先發投手伊恩·甘迺迪拿下15勝，但防禦率漲到偏高的4.02；另一位重要的先發丹尼爾·哈德森則受傷缺席後來的比賽。表現最佳的投手是新人左投韋德·邁里（Wade Miley），投出16勝，防禦率為3.33，但在新人王票選上輸給華盛頓國民隊的布莱斯·哈波。終結者J.J.普茲拿下32次救援成功。打者方面傑森·庫貝爾該季打出30發全壘打。表現最佳的應歸二壘手艾倫·希爾（Aaron Hill）莫屬，156場出賽幾近全勤，打出26發全壘打、14次盜壘、85分打點，.302的打擊率，長打率更高達.522，更值得一提的是6月19日希爾達成了完全打擊，幫助響尾蛇隊打敗水手；沒想到7月1日希爾再對釀酒人達成一次完全打擊，單季達成兩次完全打擊，史上也只有四人能達成。球季結束後響尾蛇也和希爾簽下3年3500萬美元的合約。
2013年開季前球隊完成許多球員的重大續簽約，包括和一壘手保羅·高施密特（Paul Goldschmidt）簽下5年3200萬美元的合約；用賈斯汀·厄普頓與克里斯·強森（Chris Johnson）向亞特蘭大勇士交易換來的明星內野手馬丁·普拉多（Martín Prado）再簽下四年4000萬美金合約；和洋基隊內野手艾瑞克·夏維茲（Eric Chavez）簽下兩年合約，並用Yordy Cabrera和馬林魚交易到後援投手希斯·貝爾（Heath Bell）、然後將Trevor Bauer、Matt Albers、Bryan Shaw交易到印第安人，拿到游擊手Didi Gregorius、左投Tony Sipp與Lars Anderson。另外球隊也不續留外野手克里斯·楊，好讓新秀A.J波拉克（A.J Pollock）有更多出賽機會。
2013年響尾蛇隊的開幕戰在主場Chase Field舉行，面對來訪的紅雀，響尾蛇投手的伊恩·甘迺迪七局投出8次三振只失2分，幫助響尾蛇以6：2擊敗紅雀，這一勝也開啟響尾蛇季初的好戰績，但後面表現卻不佳，王牌伊恩·甘迺迪後來表現下滑，被交易到教士隊換取Joe Thatcher與Matt Stites。8月25日響尾蛇隊在客場面對費城人隊打出隊史比賽時間最久的比賽，整整打了7小時又6分鐘，最後在18局上響尾蛇以一輪猛攻以12：7擊敗費城人。8月30日外野手傑森·庫貝爾因打擊低迷被交易到印地安人隊。最後以81勝81負國聯西區第二名結束球季。
季中隊上左投派崔克·寇賓（Patrick Corbin），一度投出開季九連勝，球季結束後共拿下14勝；低肩側投的後援投手布萊德·傑格勒（Brad Ziegler）表現是牛棚最佳，出賽78場拿下8勝、有11中繼13救援，防禦率2.22，球團也決定替他延長兩年的合約。表現最佳的野手是保羅·高施密特（Paul Goldschmidt），他出賽160場幾近全勤，揮出182支安打，打擊率.302、36發全壘打和125打點使他一舉拿下國聯全壘打王、打點王、金手套獎、銀棒獎、漢克阿倫獎等，此年他獲得國聯年度MVP的呼聲也很高，然而響尾蛇隊因為沒有打進季後賽，所以還是沒能拿下MVP。

### 2014年：充滿傷兵的一年
2014年開季前球團就先多出兩個傷兵——先發投手派崔克·寇賓和牛棚大將大衛·赫南德茲（David Hernandez）因動湯米約翰手術整季報銷整季報銷，為了補強這兩個先發和牛棚的空缺，響尾蛇隊一度積極想簽下日籍澤村賞投手田中將大，但最後沒有成功。最後以兩年2350萬美金合約從自由市場簽下很能負擔局數的布朗森·阿洛尤（Bronson Arroyo），再以小聯盟選手Matt Davidson（2013年未來之星挑戰賽最有價值球員獎）換來白襪終結者艾迪森·李德（Addison Reed）補強牛棚。世界大賽結束後再與天使、白襪進行三方交易，響尾蛇送出外野手亞當·伊頓（Adam Eaton）到白襪，再用投手Tyler Skaggs和天使交易來外野手砲馬克·川柏（Mark Trumbo）。後來再用Joe Thatcher和外野手Tony Campana與天使換到Zach Borenstein及Joey Kreihbel。
2014年響尾蛇剛開季戰績就不太好，主因是主力球員都進入傷兵名單。Mark Trumbo在4月25日因為骨折進入傷兵、三壘手Cliff Pennington手指骨折、游擊手Chris Owings左肩受傷、投手Bronson Arroyo於7月7日也被迫動湯米約翰手術整季報銷、外野手A.J波拉克6月時被觸身球砸傷手指，後來本季也沒有再出賽，最令球迷痛心的是Paul Goldschmidt，他在8月被惡意觸身球砸傷手指，後來也因養傷本季沒有再出賽。球團在7月31日將馬丁·普拉多交易到洋基，換取長打能力評價很高的小聯盟捕手Peter O'Brien。同一天再把明星外野手蓋爾拉多·佩拉（Gerardo Parra ）交易給釀酒人，換取內野手Mitch Haniger與投手Anthony Banda。8月時響尾蛇隊決定以小聯盟合約簽下來自台灣的潛力投手黃暐傑，這也是響尾蛇隊自金炳賢和齋藤隆後第三位亞洲球員，而黃暐傑也在2015的小聯盟球季中大放異彩，並入選未來之星明星賽。
球季中響尾蛇隊也創下兩個隊史紀錄，5月18日響尾蛇在主場面對道奇隊王牌投手克萊頓·克蕭（Clayton Kershaw）只花1.2局就把他打下場，該場比賽響尾蛇團隊擊出21支安打，包含13支長打。Paul Goldschmidt、A.J Pollock 、Chris Owings、Eric Chavez等四位球員都打出全壘打，Paul Goldschmidt更是單場雙響砲、6打點，這場比賽響尾蛇以18：7的大比分擊敗道奇隊，是響尾蛇隊史最多得分的比賽。另一項紀錄是5月30日，響尾蛇投手賈許·柯曼特（Josh Collmenter）在主場面對紅人時，投出被打三支安打，但是場27上27下完封勝的比賽，這是繼2004年藍迪強森完全比賽後再有27上27下比賽的響尾蛇投手。

### 2015年
2014年球季結束後把捕手Miguel Montero交易到小熊，換得Jeferson Mejia與Zack Godley，12月時再把Wade Miley交易到波士頓紅襪。球團高層則把帶隊戰績不佳的總教頭Kirk Gibson開除，聘請Clint Hale接掌兵符。經理Kevin Towers也請辭，事務長托尼·拉·魯薩則聘僱Dave Stewar擔任新經理。Dave Stewar在接任響尾蛇經理後，先用小聯盟選手Andrew Velazquez與Justin Williams和光芒隊交易，換得2011年美聯新人王投手傑瑞米·海利克森（Jeremy Hellickson）補強先發輪值。再與老虎、洋基進行三方交易，將Didi Gregorius交易至洋基，又從底特律老虎隊得到左投手Robbie Ray以及內野手Domingo Leyba。
2015年開季前最大的補強是和叛逃的古巴國家隊國手Yasmany Tomas簽下6年6850萬美元的合約，這也是響尾蛇隊史最大的一份合約；再以簽約金827萬美金簽下另一名古巴投手Yoan Lopez。
球季開始前球隊的傳奇球星藍迪強森以97.3%的得票率入選了名人堂，他也選擇以響尾蛇隊球員的身分入主古柏鎮，球團也將他的51號球衣給永久退休。球季開打後響尾蛇的戰績時好時壞，雖然在明星賽後一度在國聯西區排名第三，中間並打出一波六連勝高潮，但還是無法拉近與道奇、巨人之間的勝差。本季初先和馬林魚隊交易到捕手Jarrod Saltalamacchia增加板凳深度。6月時和水手隊以Mark Trumbo和左投Vidal Nuno交易換來右投Dominic Leone、捕手Welington Castillo，另外還有Gabby Guerrero與Jack Reinheimer兩名小聯盟球員，其中外野手Gabby Guerrero是被大聯盟官網列為水手農場評價第5名的選手。捕手Welington Castillo，他來到球隊後貢獻了17支全壘打，是他生涯新高。8月31日前又將牛棚左投Óliver Pérez交易到太空人、右投Addison Reed交易給大都會，
雖然這年戰績只有79勝83敗，但是團隊打擊率.264，在國聯僅次於落磯隊，而且團隊得分數是國聯最多。陣中三名主力的外野手都繳出三成以上的打擊率,他們分別是A.J波拉克（A.J Pollock）、David Perlata及Ender Incirate。保羅·高施密特（Paul Goldschmidt）在明星賽之前累計21支全壘打、.334的打擊率，一度是國聯全壘打和打擊王，球季結束後他打出33發全壘打，110分打點和.321的打擊率，21次盜壘是全大聯盟一壘手最多，和A.J波拉克（192支安打國聯第二多，20支全壘打、39次盜壘，.315打擊率）成為本季表現最佳的兩位響尾蛇球員。終結者Brad Ziegler投出30次救援成功，防禦率僅1.85，表現也相當稱職。

### 2016年：令人失望的球季
2015年冬天，響尾蛇對自由市場的選手不斷的展開行動。先以6年2億650萬美元的合約簽下右投手扎克·格林基（Zack Greinke），他是該年的國聯防禦率王，且在賽揚獎票選上得到第二名。再與勇士隊換來表現不俗，運氣卻奇遭無比的敗投王Shelby Miller與Gabe Speier。然而響尾蛇為了這個交易付出相當多的代價，包括選秀狀元Dansby Swanson、二年級生外野手Ender Inciarte與3A投手Aaron Blair都被送到勇士，這也讓很多球迷無法接受。隔年的1月31日再用投手Chase Anderson、內野手艾倫·希爾(Aaron Hill)與小聯盟游擊手Isan Diaz向釀酒人隊換來明星游擊手Jean Segura與投手Tyler Wagner。不久後又以兩年合約簽下後援投手泰勒·克里帕德（Tyler Clippard）。又在春訓期間以小聯盟合約網羅前日本職棒千葉羅德海洋隊的投手中後悠平。
春訓時明星外野手A.J波拉克意外受傷，於是球隊便簽下Michael Bourn與Rickie Weeks來替補。值得一提的是響尾蛇在本季採用新設計的球服，然而多數球迷對新球衣的樣式覺得很醜陋。開幕戰時扎克·格林基表現不佳，他還被科羅拉多洛磯隊的新人游擊手崔佛·史托瑞在首次登場就打出兩支全壘打。四月中響尾蛇拿下五連勝，包括一次四連戰橫掃舊金山巨人隊的系列賽，這場賽後也使他們達到國家聯盟西區第二名的位置。然而接下來球隊的表現卻日漸下滑，每個月沒有一次勝率能超過五成。一連串糟糕的戰績迫使球隊先在7月9日將合約走到最後一年的終結者布萊德·傑格勒（Brad Ziegler）交易到紅襪隊換取Luis Alejandro Basabe與Jose Almonte。7月31日又將泰勒·克里帕德交易到洋基換取Vicente Campos，此時響尾蛇和克里帕德的合約連一年都還沒走完。
球季中傷兵的問題依舊困擾著響尾蛇隊，如內野手Nick Ahmed 、Chris Owings與外野手Socrates Brito，另外投手扎克·格林基與Andrew Chafin、Shelby Miller、Ruby De La Rosa都掛傷號，這也使球隊的先發輪值與後援幾近殘破不堪。整季響尾蛇共使用了Braden Shipley、	Zack Godley、Rubby De La Rosa、	Edwin Escobar、Matt Koch、扎克·格林基、Shelby Miller、Archie Bradley、Patrick Corbin與Robbie Ray在內共10位球員做為先發投手。
最終戰績為69勝93負，在國聯西區以第四名坐收。11月22日將本季國聯安打王（203支安打）Jean Segura與Mitch Haniger、Zac Curtis交易到水手隊，換回外野手Ketel Marte與先發投手Taijuan Walker。12月8日與费南多·罗尼（Fernando Rodney）簽下一年275萬美金的合約，完成終結者的補強。Paul Goldschmidt本季選到110次四壞保送為國聯之冠，並跑出32次盜壘。Robbie Ray則投出218次奪三振，為自2009年丹·哈倫之後再有單季奪200三振以上的響尾蛇投手。

### 2017年：重返季後賽
2016年11月，響尾蛇決定撤換掉帶兵不佳的Clint Hale，改由托瑞·洛維洛（Torey Lovullo）接任。1月初球團和兩位捕手Jeff Mathis與Chris Iannetta分別簽下兩年400萬美金與一年150萬美金的合約來補強捕手位置，又找來紅襪板凳教練Torey Lovullo接替Chip Hale擔任新任總教練，再讓前雙城總教練Ron Gardenhire擔任板凳教練。前半段賽季響尾蛇靠著毒牙打線正常運轉，與先發投手的優異表現，一度和洛磯、道奇三強對峙，並自8月24日至9月6日這段期間創下隊史最長的13連勝紀錄，不過即使道奇9月陷入亂流，先前的連勝已為國西連霸建立穩固的基礎，響尾蛇還是無法上演大逆轉。
季中最關鍵的交易，是7月18日以頂級新秀Dawel Lugo、Sergio Alcantara和Jose King為代價，向老虎換來J.D馬丁尼茲。馬丁尼茲到來後擊出29發全壘打，9月4日對道奇更成為隊史首位達成單場4轟的球員，可說是幫助球隊晉級季後賽的大功臣。
9月25日，響尾蛇主場迎戰馬林魚，儘管一度陷入落後。但在小熊擊敗釀酒人、海盜擊敗紅雀後，響尾蛇確定奪下國聯外卡第一。而在得知這一則消息後，響尾蛇打線就開始展開反攻。Chris Herrmann先敲出陽春彈，8局下Daniel Descalso再敲回追平分，9局下兩人出局滿壘，J.D馬丁尼茲適時敲出再見安打，幫助球隊完成大逆轉，以3：2戰勝對手。本季響尾蛇拿下93勝69負的成績，繼2011年後又再次重返季後賽。
外卡驟死戰，響尾蛇在主場對上洛磯，由扎克·格林基掛帥主投。最後以11：8獲勝晉級到分區冠軍戰，這場比賽的亮點還包括七局下後援投手Archie Bradley的兩分打點三壘安打，這也使他成為季後賽史上第一個擊出三壘安打的後援投手。最終響尾蛇於分區系列賽遭道奇直落三橫掃，不過本季對響尾蛇來說已是成功的球季。
響尾蛇本季能重返季後賽，關鍵在於先發投手表現較過去大為進步。扎克·格林基整季摘下17勝，在國聯排名第二名；派崔克·寇賓一掃去年的低潮，本季也有14勝的表現。而陣中進步最多的投手是Robbie Ray，投出15勝5負、2.89的防禦率，162.0局內投出218次奪三振。總教練托瑞·洛維洛因為在這年帶領響尾蛇重返季後賽，獲得國聯最佳總教練獎的肯定。

### 2018年：下半季潰尾與再次重建
開季前透過三方交易換來前一年在光芒隊擊出30支全壘打的重砲外野手Steven Souza Jr.，因為終結者費南多·羅尼在2017年的表現不太好，這讓響尾蛇決定改尋求海外球員，與日本籍的救援投手平野佳壽簽下兩年合約。在來到響尾蛇隊之前，平野佳壽已在日本職棒累積了139次中繼成功及156次救援點，不過他來到球隊是被定位為中繼投手，因為響尾蛇在更早之前已從光芒隊交易來2015年的美聯救援王Brad Boxberger。
五月份響尾蛇簽下先發投手克雷·布克霍爾茲，他在5月20日升上大聯盟後為球隊投出7勝2負、防禦率2.01的佳績，雖然在9月他因傷提前結束球季，這筆季初的簽約還是被認為相當成功。六月時再以Elvid Luciano與Gabe Speier為代價，交易來外野手Jon Jay。與去年一樣，響尾蛇隊與同區的道奇、洛磯一度競爭激烈，但是明星賽之後，球隊的表現卻開始急遽下滑。為了拯救戰績，在731前透過交易用Gabriel Maciel、Jhoan Duran與Ernie De La Trinidad換回雙城隊的明星內野手Eduardo Escobar，再用Tommy Eveld向馬林魚隊交易回之前陣中的後援投手Brad Ziegler。
不過這些交易似乎並沒有幫助戰績扶搖直上，在進入關鍵衝刺期的九月，響尾蛇打出了8勝19敗的戰績，這也使他們無法連續兩年進入季後賽，以82勝80負的成績在分區排名第三。
外野手David Peralta在這年達成他生涯首次單季30轟的球季，保羅·高施密特也擊出了他在響尾蛇隊生涯的第200支全壘打。投手方面，扎克·格林基與Zack Godley都投出了15勝，但是Godley的防禦率是偏高的4.74；Patrick Corbin投出11勝7負，並送出246次三振。後援投手Brad Ziegler則決定在他生日當天（10月10日）宣布退休，留下生涯在大聯盟146中繼、105次救援成功的紀錄。
12月5日時，球隊將看板球星保羅·高施密特交易到紅雀隊，換取了Carson Kelly﹑盧克·韋弗﹑Andy Young及2019年的選秀權，這項交易也宣告響尾蛇將徹底進入重建。

### 2019年-2022年：低潮
響尾蛇隊在2019年開局平平，到7月底時戰績為54勝55負。雖然在7月3日將扎克·格林基交易到休士頓太空人隊，但在接下來的兩個月裡有所進步，以85-77獲得國聯西區第二，聯盟第六的成績。在因流行病而縮短的2020賽季，響尾蛇隊以25-35的戰績跌至國聯西區倒數第一。2021年，響尾蛇隊的戰績為52勝110負，與巴爾的摩金鶯隊並列為當年棒球隊最差戰績，也是響尾蛇隊歷史上第二差的戰績（僅比2004年的51-111好一場）。2022賽季，球隊以74-88的戰績在國聯西部排名第四。

### 2023年：驚奇的新高點
5月10日，在新秀柯賓·卡洛爾的精彩表現下，響尾蛇很快甩去了前幾年的陰霾，國聯西區創下了五隊勝率均高於5成的紀錄（其中響尾蛇隊以0.533暫居第五）。6月6日，響尾蛇隊終於超越了道奇隊，以0.590的勝率成為國聯西區第一。
然而自從七月以後，響尾蛇的疲弱開始出現了徵象，在全明星賽之前與大都會隊的系列賽，不只給了響尾蛇今年的第一個零分（他們是當時唯一一個沒拿過零分的球隊），也給了響尾蛇一記沉悶的橫掃，當時未被橫掃的球隊只有金鶯跟響尾蛇。當全明星賽開始時，響尾蛇以52-39跟道奇保持零勝差，但全明星賽後響尾蛇戰績一路下跌，雖然在交易大限前從西雅圖水手換來了終結者Paul Sewald，改善了牛棚的貧乏，但8月的戰績仍然不見起色，甚至到8月11時出現了驚人的九連敗，當時他們已經落到了勝率.491的窘境。
但在九連敗過後，響尾蛇的球員們終於重拾精神，先是在跟同區的對手教士與洛磯的系列賽中取得十戰七勝，接著橫掃當時的美聯西區龍頭遊騎兵，又在面對他們的外卡競爭對手辛辛那提紅人時取得四戰三勝。雖然響尾蛇在接下來面對國聯西區冠軍道奇和美聯東區冠軍金鶯中的六場系列賽中輸了五場，這仍然不減響尾蛇衝擊季後賽的決心。這時的芝加哥小熊對響尾蛇有3.0場的勝差，看起來已經坐穩了外卡第二的寶座，但響尾蛇再接下來面對小熊一共七場的比賽中贏了六場，大幅度地扳回外卡優勢。9月30日，此時雖然響尾蛇的打線面臨低潮，但靠著小熊和紅人季末崩潰，響尾蛇仍然以84-78的戰績取得了外卡第六種子的位置，時隔六年再次進入季後賽。
季後外卡賽，面對國聯中區冠軍，第三種子的釀酒人，最終以連2勝戰勝對手；晉級國聯分區賽，面臨的對手是國聯西區冠軍，第二種子的道奇隊，最終以連3勝戰勝對手；這也是響尾蛇隊自2007年後，睽違16年再度打進國聯冠軍賽，面臨的對手是國聯第四種子的費城人隊，前六戰戰成3勝3敗的平手局面，兩隊將進入決一死戰的「搶七大戰」，來爭奪世界大賽門票，最後是響尾蛇在第七戰以4比2打敗費城人；睽違22年再闖入世界大賽，對手是同樣以外卡進入的美聯冠軍德州遊騎兵，最終系列賽以1勝4敗不敵對手，無法再次創造奇蹟。

### 2024年：一勝之差
在2024年休賽季以前，響尾蛇就已經從自由市場補進了許多球員，投手包含了原老虎隊的「E-rod」愛德華多·羅德里奎茲和原遊騎兵隊的喬丹·蒙哥馬利，有著令人稱羨的先發陣容。野手則包含來自水手隊的三壘手尤亨尼歐·蘇亞瑞茲、來自巨人隊的賈克·彼得森等。
然而，E-rod在春訓受傷導致其直到8月才開始在大聯盟先發，蒙哥馬利則是因為在開季前兩天才和響尾蛇簽約，錯過了整個春訓，使他本季的初登板也被推遲到了4/19。因此響尾蛇開季時的許多先發是由年輕小將如Tommy Kenry, Ryne Nelson頂替。雪上加霜的是，響尾蛇原二號先發梅瑞爾·凱利在四月因肩傷進入傷兵名單，直到8月中才回歸賽場。壓垮駱駝的最後一根稻草，則是一號先發薩克·賈倫在6月初因左腳踝挫傷也進入傷兵名單。至此，響尾蛇的一到五號先發中，只剩下年僅25歲的三號先發Brandon Pfaadt，和因為缺席春訓而狀況極差的蒙哥馬利。
當時間接近明星賽時，響尾蛇的球員近況才終於有了好轉。在打者持續發揮的情況下，響尾蛇成功帶著49-48的戰績進入下半季，並一路延續火燙的手感到了8月中，此時68-53的響尾蛇以四場勝差穩坐外卡一位置，只落後西區龍頭洛杉磯道奇3場。
然而，隨著賽季逐漸進入尾聲，牛棚的劣勢越來越明顯，後援投手在九月以後的自責分率到達6.11。9/22日面對密爾瓦基釀酒人的比賽，響尾蛇在8分領先的情況下，硬是以9-10的比數被釀酒人擊敗，被認為是影響球隊士氣最大的一場比賽。
賽季最後一場比賽響尾蛇以11-2大敗鎖定外卡一的教士，勇士和大都會的比賽卻因為延賽而變成9/30的雙重賽。此時響尾蛇戰績為89-73，勇士和大都會同樣是88-72，但響尾蛇在例行賽戰績上分別以2-5和3-4輸給勇士和大都會。這表示如果雙重賽兩隊各勝一場，響尾蛇就會在同戰績的前提下出局。如大家所預料，大都會在第一場逆轉勇士後將原先發投手Luis Severino換下供國聯外卡賽用，並最後0-3輸給勇士，兩隊雙雙晉級。

### 2025年：傷病壟罩
2024年12月30日，響尾蛇宣布與柯賓·伯恩斯簽下6年210M的合約。

## 棒球名人堂球员
- 藍迪·強森（選擇以響尾蛇隊球員身分進入古柏鎮）
- 羅伯托·阿勒瑪（選擇以藍鳥隊球員身分進入古柏鎮）

另外，曾擔任響尾蛇總教練的川默也是名人堂球員，不過他的球員生涯全在老虎隊度過。

## 退休号码
- 20 路易斯·岡薩雷斯
- 42 傑基·羅賓森（所有大聯盟球隊都將42號退休）
- 51 藍迪·強森

## 歷年戰績
| 年份   | 隊名           | 勝敗   | 勝率 | 名次                              | 季後賽成績 |
| ------ | -------------- | ------ | ---- | --------------------------------- | --- |
| 1998年 | 亞利桑那響尾蛇 | 65-97  | .401 | 國聯西區第五                      | |
| 1999年 | 亞利桑那響尾蛇 | 100-62 | .617 | 國聯西區第一                      | 國聯分區賽1-3輸給紐約大都會                                                                                               |
| 2000年 | 亞利桑那響尾蛇 | 85-77  | .525 | 國聯西區第三                      | |
| 2001年 | 亞利桑那響尾蛇 | 92-70  | .568 | 國聯西區第一                      | 國聯分區賽以3-2擊敗聖路易紅雀 國聯冠軍賽以4-1擊敗亞特蘭大勇士 世界大賽以4-3擊敗紐約洋基                                   |
| 2002年 | 亞利桑那響尾蛇 | 98-64  | .605 | 國聯西區第一                      | 國聯分區賽以0-3輸給聖路易紅雀                                                                                             |
| 2003年 | 亞利桑那響尾蛇 | 84-78  | .519 | 國聯西區第三                      | |
| 2004年 | 亞利桑那響尾蛇 | 51-111 | .315 | 國聯西區第五                      | |
| 2005年 | 亞利桑那響尾蛇 | 77-85  | .475 | 國聯西區第二                      | |
| 2006年 | 亞利桑那響尾蛇 | 76-86  | .469 | 國聯西區第四                      | |
| 2007年 | 亞利桑那響尾蛇 | 90-72  | .556 | 國聯西區第一                      | 國聯分區賽以3-0擊敗芝加哥小熊 國聯冠軍賽以0-4輸給科羅拉多落磯                                                             |
| 2008年 | 亞利桑那響尾蛇 | 82-80  | .506 | 國聯西區第二                      | |
| 2009年 | 亞利桑那響尾蛇 | 70-92  | .432 | 國聯西區第五                      | |
| 2010年 | 亞利桑那響尾蛇 | 65-97  | .401 | 國聯西區第五                      | |
| 2011年 | 亞利桑那響尾蛇 | 94-68  | .580 | 國聯西區第一                      | 國聯分區賽以2-3輸給密爾瓦基釀酒人                                                                                         |
| 2012年 | 亞利桑那響尾蛇 | 81-81  | .500 | 國聯西區第三                      | |
| 2013年 | 亞利桑那響尾蛇 | 81-81  | .500 | 國聯西區第二                      | |
| 2014年 | 亞利桑那響尾蛇 | 64-98  | .395 | 國聯西區第五                      | |
| 2015年 | 亞利桑那響尾蛇 | 79-83  | .488 | 國聯西區第三                      | |
| 2016年 | 亞利桑那響尾蛇 | 69-93  | .426 | 國聯西區第四                      | |
| 2017年 | 亞利桑那響尾蛇 | 93-68  | .574 | 國聯西區第二 以外卡資格進入季後賽 | 外卡系列賽以1-0擊敗科羅拉多落磯 國聯分區賽以0-3輸給洛杉磯道奇                                                             |
| 2018年 | 亞利桑那響尾蛇 | 82-80  | .506 | 國聯西區第三                      | |
| 2019年 | 亞利桑那響尾蛇 | 85-77  | .525 | 國聯西區第二                      | |
| 2020年 | 亞利桑那響尾蛇 | 25-35  | .417 | 國聯西區第五                      | |
| 2021年 | 亞利桑那響尾蛇 | 52-110 | .321 | 國聯西區第五                      | |
| 2022年 | 亞利桑那響尾蛇 | 74-88  | .457 | 國聯西區第四                      | |
| 2023年 | 亞利桑那響尾蛇 | 84-78  | .519 | 國聯西區第二 以外卡資格進入季後賽 | 外卡系列賽以2-0擊敗密爾瓦基釀酒人 國聯分區賽以3-0擊敗洛杉磯道奇 國聯冠軍賽以4-3擊敗費城費城人 世界大賽以1-4輸給德州遊騎兵 |
| 2024年 | 亞利桑那響尾蛇 | 89-73  | .549 | 國聯西區第三                      | |

## 花絮
- 響尾蛇隊的隊名「Diamondbacks」，指的是菱背響尾蛇，因為念起來太長，球迷或主播都習慣縮減念成D-Backs，響尾蛇隊的主場球衣也是這樣寫的。
- 響尾蛇隊的隊徽顏色主要經歷三次變革。在創隊之初隊徽上的蛇是紫色和金黃色的，2007年時改為黑色。最近一次變更是在2016年，改成一條咬著棒球的紅色響尾蛇。
- 2001年，洋基的內野手安立奎·威爾森（Enrique Wilson）原訂要在11月12日搭乘美國航空587號班機返回多明尼加，卻因馬里安諾·李維拉在世界大賽第七戰對響尾蛇救援失敗輸球而提早返國。結果這架班機在之後失事墜毀，威爾森因此逃過一劫。
- 藍迪·強森在2004年5月18日投出的完全比賽中展現他不可思議的一面：40歲達成超越賽·揚成為史上最年長，且他投出再見三振的最後一球速度高達98英里。
- 2010年時，在芝加哥及丹佛（這分別是小熊及洛磯隊的所在地）曾有球迷發起「拒看響尾蛇隊任何比賽」的抵制活動。理由時當年亞利桑那州的州長揚·布魯爾（Jan Brewer）通過一項對付非法移民的法案（Support Our Law Enforcement and Safe Neighborhoods Act），只要是在亞利桑那州的非法移民都將因其「非法」身份而被視同犯罪，警察將可盤查任何疑似非法移民嫌疑的人。而這項法案獲得該州70%人民的認同，響尾蛇隊因其老闆Kendrick家族長期金助共和黨而成為無辜箭靶。不過由於當年響尾蛇戰績本來就不好，響應區域有限，加上球隊隔年重返季後賽，這些活動沒有造成太大的重創。
- 2011年的國聯分區系列賽，響尾蛇鏖戰5場仍被釀酒人淘汰。但是在2013年球季，爆出釀酒人選手萊恩·布勞恩涉嫌在2011年球季起使用類固醇禁藥強化打擊成績，且布勞恩在2011季後賽對響尾蛇打的特別好，而他本人也坦承在當年季後賽確實也有使用禁藥，此消息一出令球界各方人士與響尾蛇球迷一片譁然，球隊的總教練吉布森更信誓旦旦的指出若布勞恩當年沒吃禁藥，釀酒人根本不可能打贏當年的響尾蛇隊。
- 2015年季後，響尾蛇隊與扎克·格林基簽下的六年2億650萬美金合約是隊史上最大的合約（直到2024年才被Corbin Burnes的六年2億1000萬美金超越）。雖然他2018年的年薪為3200萬美金，但平均年薪3440萬美金仍是大聯盟最高。
- 自2011年起，響尾蛇似乎就跟同分區的道奇隊關係不好。過去幾年不僅兩隊球迷競爭激烈，在比賽中球員也常因為觸身球上演全武行跟板凳清空。2013年6月，伊恩·甘迺迪的觸身球事件就讓兩隊當時打群架，當年道奇隊在響尾蛇主場封王後還群體跳進Chase Field的泳池慶祝，引起響尾蛇全隊相當不滿。

## 附属小联盟球队
- AAA: 雷諾王牌 (Reno Aces), 太平洋岸联盟 (Pacific Coast League)
- AA: 阿馬里洛土撥鼠 (Amarillo Sod Poodles), 德克薩斯聯盟 (Texas League)
- 高级A: 希爾斯伯勒蛇麻草 (Hillsboro Hops), 加利福尼亞联盟 (California League)
- A: 維薩利亞生皮鞭 (Visalia Rawhide), 中西部联盟 (Midwest League)
- 新秀: 亞利桑那響尾蛇 (ACL D-backs ),  先锋联盟 (Pioneer League)
- 新秀: